# Eerste Sisak Partisan Squad
Eerste Sisak Partisan Squad (Kroatisch: Prvi sisački partizanski odred) was de eerste anti-fascistische gewapende eenheid in Kroatië en Europa.
Deze eerste partijdige eenheid werd opgericht in Brezovica bos, in de buurt van de Kroatische stad Sisak, Kroatië op 22 juni 1941, op de dag dat nazi-Duitsland de Sovjet-Unie binnenviel. Dit nieuws was het begin van de weerstand tegen het fascisme in Kroatië en de rest van Joegoslavië.